# Куньмин
Куньми́н (кит. упр. 昆明, пиньинь Kūnmíng; kʊn'mɪŋ; UN/LOCODE: CNKMG) — городской округ в провинции Юньнань на юго-западе Китая, административный центр провинции.
Расположенный на высоте около 2 км над уровнем моря, Куньмин не страдает от чрезмерной жары, характерной летом для его широт (он расположен южнее Каира), но сохраняет комфортную температуру зимой, что дало ему второе название «Города вечной весны» (春城). В городе имеется несколько университетов, музеев, картинных галерей. В черте города находится знаменитый бронзовый храм, построенный во времена империи Мин.

## Название
Название города происходит от самоназвания кочевников, живших в этой местности в доисторические времена. Во времена китайских империй Хань и Тан они перешли к оседлому образу жизни вокруг озера Дяньчи, на котором и располагается Куньмин. В некоторых русскоязычных энциклопедиях XIX—XX вв. город описывается (тождественно провинции) как Юннань, Юнь-нань-фу, Юньнань-фу, Юньнаньфу и т. п.

## География и климат

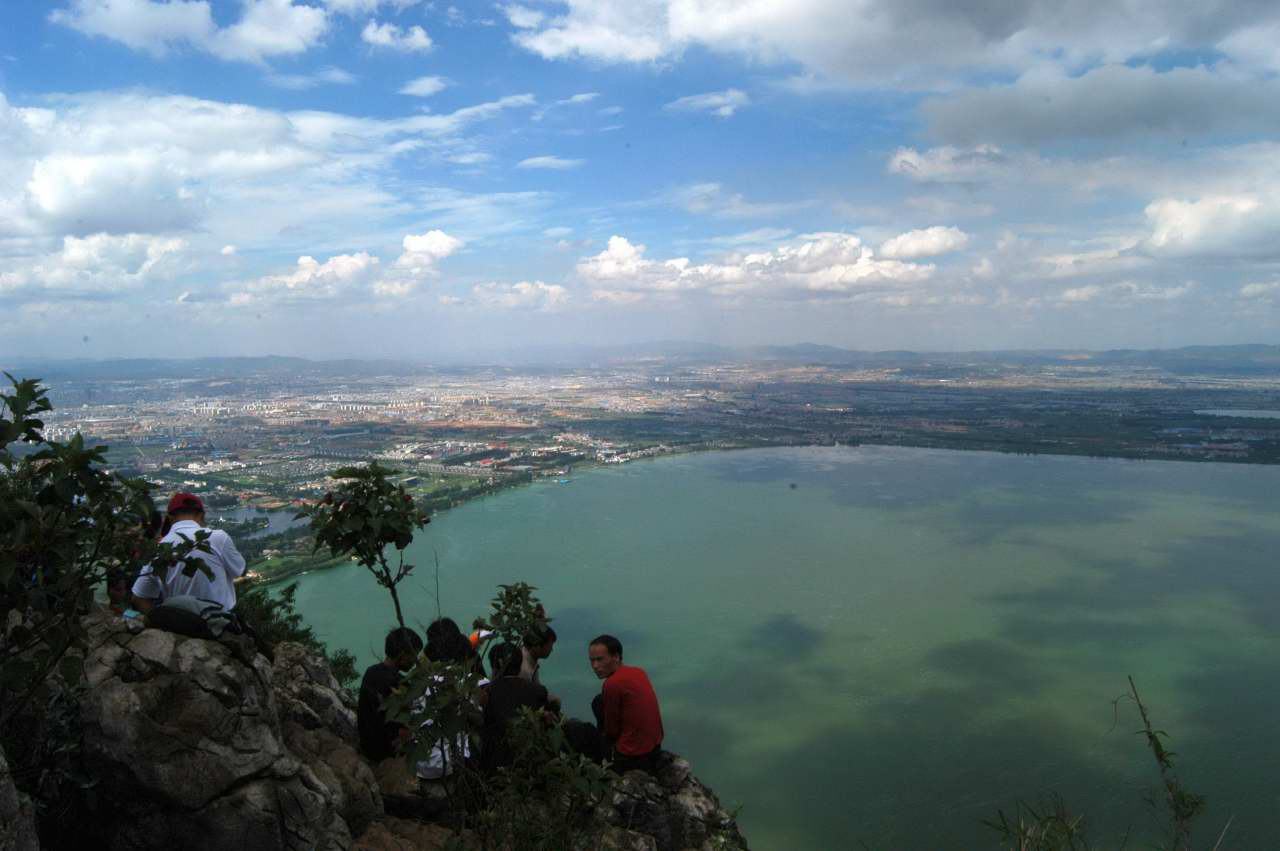
Озеро Дяньчи

Куньмин расположен на востоке центральной части провинции Юньнань. Городской округ имеет площадь 21 600 км² при максимальной протяжённости с запада на восток — 140 км и с севера на юг — около 220 км. Город находится на северном берегу озера Дяньчи и окружён горами с севера, запада и востока. Озеро Дяньчи является крупнейшим в провинции и имеет площадь около 300 км². Высота центра города составляет 1891 м над уровнем моря.
Ввиду достаточно высотного положения города, климат Куньмина характеризуется как мягкий с короткой, прохладной и засушливой зимой и длинным тёплым влажным летом. Средние максимумы меняются от примерно 15°С зимой до 24°С летом. Зимой иногда возможны снегопады. Средний годовой уровень осадков составляет около 1011 мм, почти все они выпадают в период с мая по октябрь. Остальная часть года довольно засушлива. Экстремальные температуры, когда-либо зафиксированные в городе, составляют −7,8 °C и 32,2 °C.
| Показатель                                      | Янв. | Фев. | Март | Апр. | Май  | Июнь  | Июль  | Авг.  | Сен.  | Окт. | Нояб. | Дек. | Год    |
| ----------------------------------------------- | ---- | ---- | ---- | ---- | ---- | ----- | ----- | ----- | ----- | ---- | ----- | ---- | ------ |
| Абсолютный максимум, °C                         | 22   | 22   | 30   | 30   | 32   | 32    | 28    | 28    | 30    | 27   | 26    | 20   | 32     |
| Средний суточный максимум, °C                   | 15,1 | 17,1 | 20,4 | 23,5 | 24,6 | 23,8  | 23,9  | 23,9  | 22,5  | 20,3 | 17,3  | 15,0 | 21,6   |
| Средняя температура, °C                         | 7,6  | 9,5  | 12,6 | 16,1 | 18,9 | 19,6  | 19,7  | 19,1  | 17,5  | 15,0 | 11,3  | 7,9  | 14,6   |
| Средний суточный минимум, °C                    | 1,5  | 2,9  | 5,5  | 9,1  | 13,9 | 16,3  | 16,8  | 15,9  | 14,2  | 11,5 | 6,9   | 2,5  | 9,8    |
| Абсолютный минимум, °C                          | −5   | −2   | −5   | 2    | 6    | 10    | 10    | 11    | 7     | 2    |       | −7   | −7     |
| Норма осадков, мм                               | 11,7 | 12,4 | 16,2 | 26,8 | 91,9 | 173,2 | 204,8 | 205,9 | 121,6 | 88,6 | 40,1  | 13,5 | 1006,7 |
| Источник: Гонконгская обсерватория, Weatherbase |      |      |      |      |      |       |       |       |       |      |       |      |        |

## История

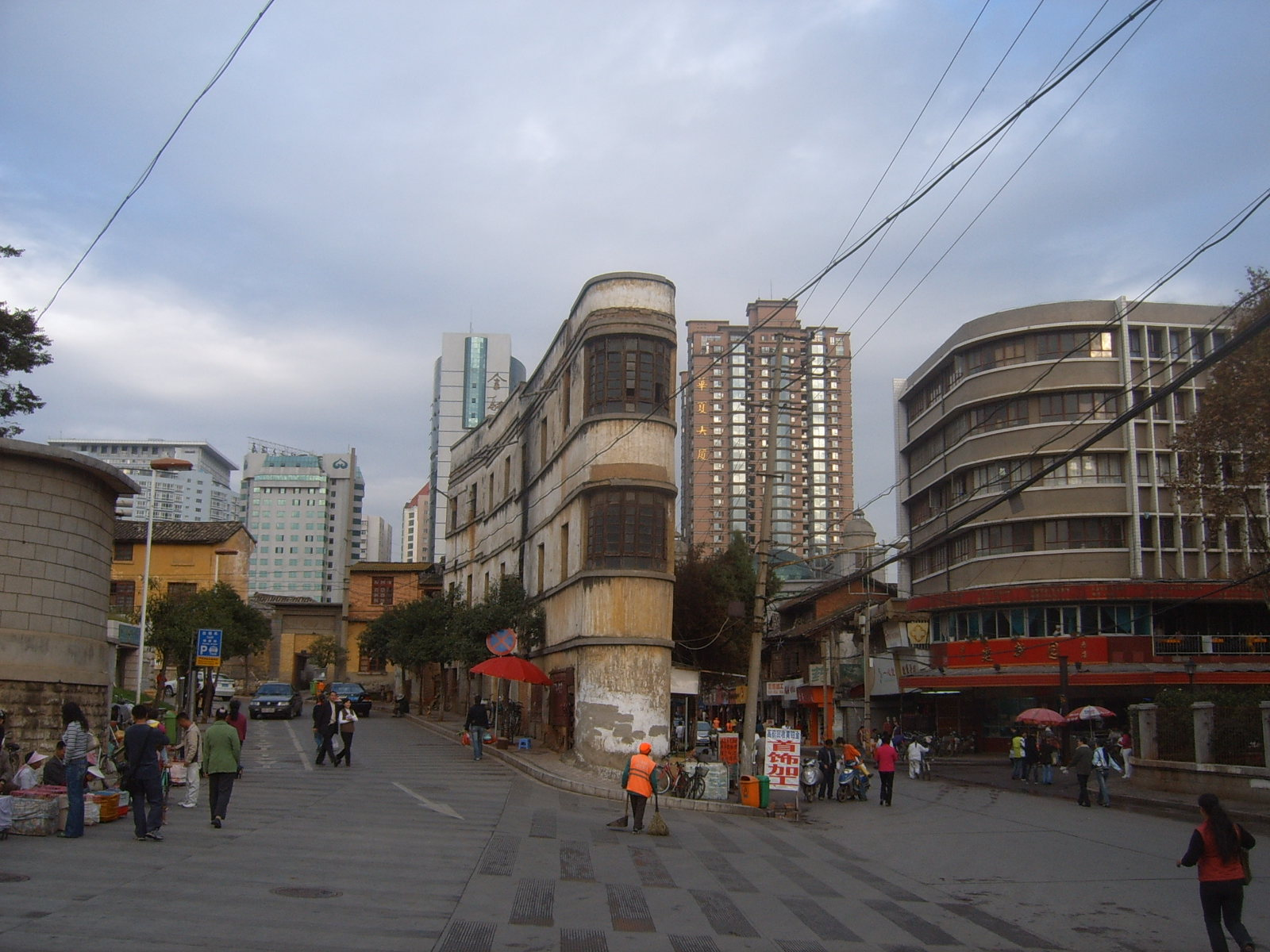
Старая часть Куньмина

В связи со своим расположением на пересечении караванных путей между странами Юго-Восточной Азии, Индией и Тибетом поселение на месте современного Куньмина появилось в доисторические времена. Раскопки на берегах озера Дяньчи нашли следы поселения, относящегося примерно к третьему веку до н. э., которое вероятно относилось к царству Чу, располагавшемуся в этой области.
Империя Хань (205 до н. э. — 220 н. э.), стремившаяся получить контроль над южной ветвью Шёлкового пути, идущего через Бирму и Индию, включила в орбиту своего влияния большую часть земель современной провинции Юньнань: правителю государства Дянь был дан титул «Дяньский князь», а его земли стали называться округом Ичжоу (益州郡) империи Хань. В эпоху Троецарствия в эти места совершал походы Чжугэ Лян. Однако даже после повторного объединения китайских земель в единое государство последующие династии не могли полноценно управлять регионом, находящимся так далеко от традиционных мест проживания ханьцев.
С 765 года Куньмин был известен китайцам как Тодун (拓东), город в независимом царстве Наньчжао.
Во второй половине XIII века Хубилай постепенно получил контроль над всеми китайскими землями и присоединил царство Дали. Завоёванными землями стал управлять Юньнаньский син-чжуншушэн, а местом пребывания этого административного органа в 1276 году был выбран Куньмин. Более мелкими единицами административного деления были регионы-лу, и эти места вошли в состав Чжунцинского региона (中庆路). Традиционно считается, что Куньмин является городом, описанным Марко Поло, как Шиачи, в котором жители использовали морские раковины в качестве денег и ели сырое мясо.
После свержения власти монголов и основания империи Мин Чжу Юаньчжан отправил в 1381 году Фу Юдэ, Лань Юя и Му Ина во главе 300-тысячного войска на борьбу против контролировавшего эти земли Лянского князя Басалаварми, сохранявшего верность Монгольской империи. После разгрома Басалаварми и присоединения этих земель к империи Мин Чжунцинский регион был преобразован в Юньнаньскую управу (云南府); Куньмин стал местом размещения властей провинции Юньнань, Юньнаньской управы и уезда Куньмин, и был обнесён каменными стенами.
Новый импульс развитию Куньмина дало завершение строительства железной дороги из контролируемого французами Северного Вьетнама во времена империи Цин в 1906—1910 годах. Куньмин был обозначен как город свободный для внешней торговли в 1908 и вскоре превратился в крупный центр торговли в регионе. После Синьхайской революции в Китае была произведена реформа структуры административного деления, в ходе которой были упразднены управы, и в 1912 году Юньнаньская управа была расформирована; Куньмин остался местом размещения властей провинции Юньнань и уезда Куньмин.
Важность Куньмина возросла с началом Второй мировой войны, когда в него прибыло большое количество беженцев из восточных районов Китая. Война также привела к эвакуации сюда значительного количества фабрик и университетов из районов, вскоре оккупированных японцами. В результате Куньмин оказался промышленным и интеллектуальным центром независимого китайского правительства Гоминьдана. В 1939 году город Куньмин был выделен из уезда Куньмин и подчинён напрямую властям провинции Юньнань.
После того как японские войска оккупировали французскую часть Индокитая в 1940 году, Куньмин оказался центром коммуникаций союзников по недавно построенной Бирманской дороге, а также авиасообщения с Бирмой и Индией. После того, как японская армия перерезала и Бирманскую дорогу, Куньмин оставался в 1941 и 1942 году центром коммуникации по воздуху между союзниками и правительством Китая.
В конце гражданской войны генерал Лу Хань, командовавший местным гарнизоном, 9 декабря 1949 года поднял восстание, и обеспечил мирный переход провинции Юньнань от гоминьдановских властей в состав Китайской Народной Республики.
В марте 1950 года в Куньмин вступили войска НОАК. Новые власти поначалу сохранили разделение города и уезда: город Куньмин стал подчиняться напрямую Народному правительству провинции Юньнань, а уезд Куньмин вошёл в объединивший 7 уездов Специальный район Удин (武定专区). В 1951 году уезд Куньмин был передан из состава Специального района Удин под юрисдикцию властей города Куньмин. В 1953 году Специальный район Удин был упразднён, а входившие в его состав 6 уездов были переданы в Специальный район Чусюн (楚雄专区); уезд Куньмин также был упразднён, а его территория была присоединена к городу Куньмин, который после административной реорганизации стал в итоге делиться на 9 районов. В 1954 году один из районов уезда Куньян Специального района Юйси также был передан под юрисдикцию властей Куньмина, став 10-м районом города. В 1956 году уезд Аньнин Специального района Чусюн был передан под юрисдикцию властей Куньмина, став районом городского подчинения, прочие городские районы были частично попарно объединены друг с другом, и город Куньмин стал делиться на 7 районов, которые вместо номеров получили названия.
В 1958 году уезд Фуминь был передан из состава Чусюн-Ийского автономного округа под юрисдикцию властей Куньмина. В 1959 году район Аньнин вновь стал уездом. В 1960 году уезд Цзиньнин Специального района Юйси также был передан под юрисдикцию властей Куньмина. В 1962 году из уезда Цзинньин был выделен район Гунчэн, в 1965 году также преобразованный в уезд, после чего в составе Куньмина стало 4 района и 4 уезда.
В октябре 1983 года решением Госсовета КНР под юрисдикцию властей Куньмина были переданы уезды Илян и Сунмин, а также Лунань-Ийский автономный уезд из состава Округа Цюйцзин, и уезд Луцюань из состава Чусюн-Ийского автономного округа.
В июне 1985 года уезд Луцюань был преобразован в Луцюань-И-Мяоский автономный уезд.
В октябре 1995 года уезд Аньнин был преобразован в городской уезд.
8 октября 1998 года Лунань-Ийский автономный уезд был переименован в Шилинь-Ийский автономный уезд.
Постановлением Госсовета КНР от 6 декабря 1998 года был расформирован городской округ Дунчуань, а его территория передана в состав Куньмина в качестве района Дунчуань; Сюньдянь-Хуэй-Ийский автономный уезд передан из состава городского округа Цюйцзин под юрисдикцию властей Куньмина.
В 2011 году уезд Чэнгун был преобразован в район городского подчинения, и туда переехало Народное правительство Куньмина.
В 2016 году уезд Цзиньнин был преобразован в район городского подчинения.

## Население
В Куньмине говорят на куньминском диалекте севернокитайского языка. Национальный состав на 2006 год:
- Ханьцы (汉族): 4 383 500
- И (彝族): 400 200
- Хуэйцы (回族): 149 000
- Бай (白族): 73 200
- Мяо (苗族): 46 100
- Лису (傈僳族): 17 700
- Чжуаны (壮族): 14 000
- Дайцы (傣族): 13 200
- Хани (哈尼族): 11 000
- Наси (纳西族): 8400
- Маньчжуры (满族): 4800
- Буи (布依族): 3400
- Монголы (蒙古族): 2500
- Лаху (拉祜族): 1700
- Тибетцы (藏族): 1500
- Яо (瑶族): 1100
- Качины (景颇族): 1100
- Ва (佤族): 1000
- Буланы (布朗族): 441
- Пуми (普米族): 421
- Шуйцы (水族): 294
- Ачаны (阿昌族): 263
- Ну (怒族): 156
- Цзино (基诺族): 135
- Дулуны (独龙族): 75

## Административно-территориальное деление
Городской округ Куньмин делится на 5 районов, 1 городской уезд, 5 уездов и 3 автономных уезда:
| Карта | Русское название   | Китайское название           | Пиньинь | Население (2003 оц.) | Площадь (км²) | Плотность (чел/км²) |
| --- | ------------------ | ---------------------------- | ------- | -------------------- | ------------- | ------------------- |
| Ухуа Паньлун Гуаньду Сишань Дунчуань Чэнгун Цзиньнин Фуминь Илян Шилинь-Ийский · автономный уезд Сунмин Луцюань-И-Мяоский · автономный уезд Сюньдянь-Хуэй-Ийский · автономный уезд Аньнин Дяньчи |                    |                              |         |                      |               |                     |
| район Паньлун | 盘龙区             | Pánlóng qū                   | 600 000 | 340                  | 1765          |                     |
| район Ухуа | 五华区             | Wǔhuá qū                     | 810 000 | 398                  | 2036          |                     |
| район Гуаньду | 官渡区             | Guāndù qū                    | 750 000 | 552                  | 1359          |                     |
| район Сишань | 西山区             | Xīshān qū                    | 850 000 | 791                  | 1075          |                     |
| район Дунчуань | 东川区             | Dōngchuān qū                 | 300 000 | 1674                 | 179           |                     |
| район Чэнгун | 呈贡区             | Chénggòng qū                 | 160 000 | 541                  | 296           |                     |
| район Цзиньнин | 晋宁区             | Jìnníng qū                   | 270 000 | 1391                 | 194           |                     |
| городской уезд Аньнин | 安宁市             | Ānníng shì                   | 270 000 | 1313                 | 206           |                     |
| уезд Фуминь | 富民县             | Fùmín xiàn                   | 140 000 | 1030                 | 136           |                     |
| уезд Илян | 宜良县             | Yíliáng xiàn                 | 410 000 | 1880                 | 218           |                     |
| уезд Сунмин | 嵩明县             | Sōngmíng xiàn                | 340 000 | 1442                 | 236           |                     |
| Шилинь-Ийский автономный уезд | 石林彝族 自治县    | Shílín Yízú zìzhìxiàn        | 230 000 | 1777                 | 129           |                     |
| Луцюань-И-Мяоский автономный уезд | 禄劝彝族苗族自治县 | Lùquàn Yízú Miáozú zìzhìxiàn | 450 000 | 4378                 | 103           |                     |
| Сюньдянь-Хуэй-Ийский автономный уезд | 寻甸回族彝族自治县 | Xúndiàn Huízú Yízú zìzhìxiàn | 500 000 | 3966                 | 126           |                     |

## Экономика

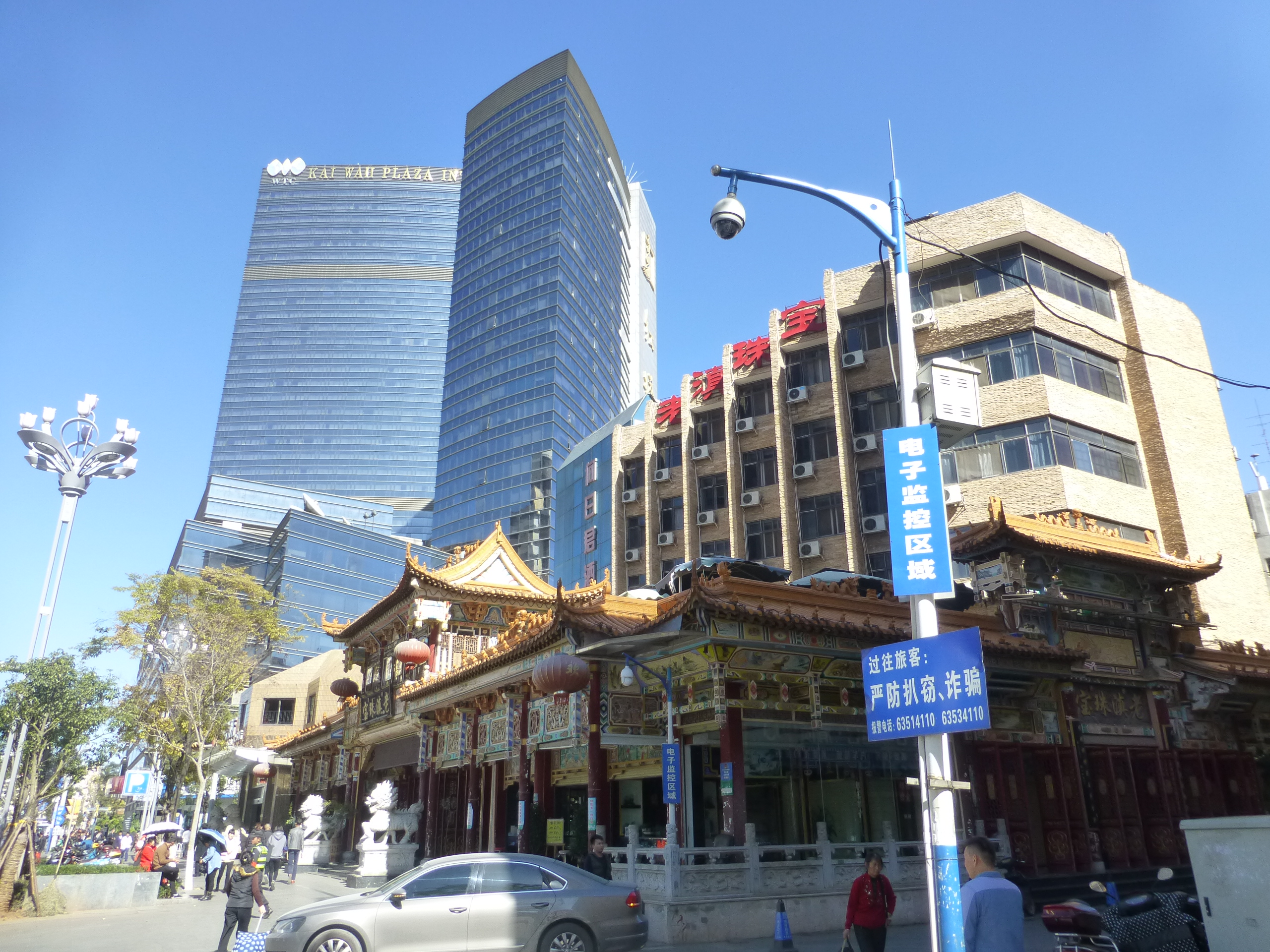
Бейцзин-роуд в центре города

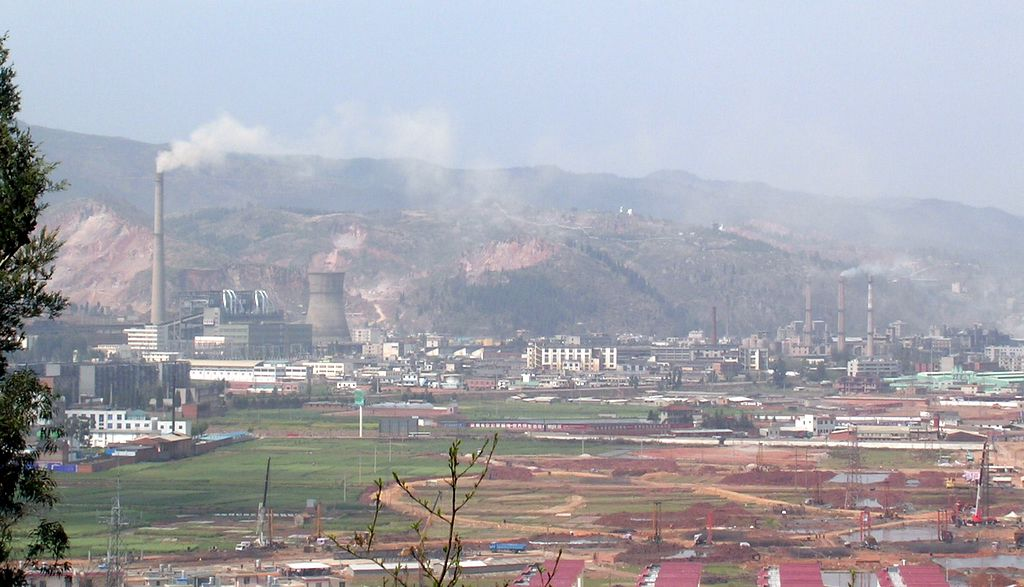
Индустриальная зона на западном берегу озера Дяньчи

В окрестностях Куньмина выращивают рис, пшеницу и овощи. Важное место в экономике Куньмина занимает горнодобывающая промышленность, процветающая благодаря богатствам недр в окрестностях города. Месторождения соли и фосфатов вблизи Куньмина — одни из крупнейших в Китае. Цветная металлургия включает производство меди, олова, свинца и цинка. Развита также сталелитейная промышленность. Кроме того, важными отраслями, представленными в городе, являются фармацевтическая и пищевая промышленность, производство напитков, табачных изделий и строительного оборудования, а также машиностроение.
В Куньмине развиты химическая промышленность, производство станков, промышленного оборудования, автомобилей (включая грузовики). В городе выпускают бумагу, текстиль, одежду, цемент и пластмассы. Географическое положение города позволяет иметь тесные экономические связи со странами Юго-восточной Азии. По данным на 2009 год ВВП Куньмина составлял 180,9 млрд юаней.
Благодаря подходящим климатическим условиям, Юньнань является крупнейшей базой цветочного производства и экспорта в Азии. Цветочный рынок Доунань в пригороде Куньмина считается крупнейшим в стране: в среднем ежедневно здесь продают 40 млн цветов на сумму 2,5 млн юаней.

### Строительство и недвижимость
В Куньмине строится много офисной, жилой и торговой недвижимости. Самыми высокими зданиями города являются небоскрёбы Спринг-Сити 66 (349 м), Ванда-Плаза (две 318-метровые башни), Тундэ Куньмин Плаза (269 м), Yowe Center (239 м) и Стил-Тауэр (219 м).

### Логистика
В Куньмине расположен Международный сухой порт Тэнцзюнь, связанный с железной дорогой Куньмин — Вьентьян. Сюда стекаются товары из Лаоса и Таиланда, которые затем распределяются по всему Китаю (Шанхай, Гуанчжоу, Пекин). Из Куньмина экспортируются овощи и потребительские товары.

### Компании

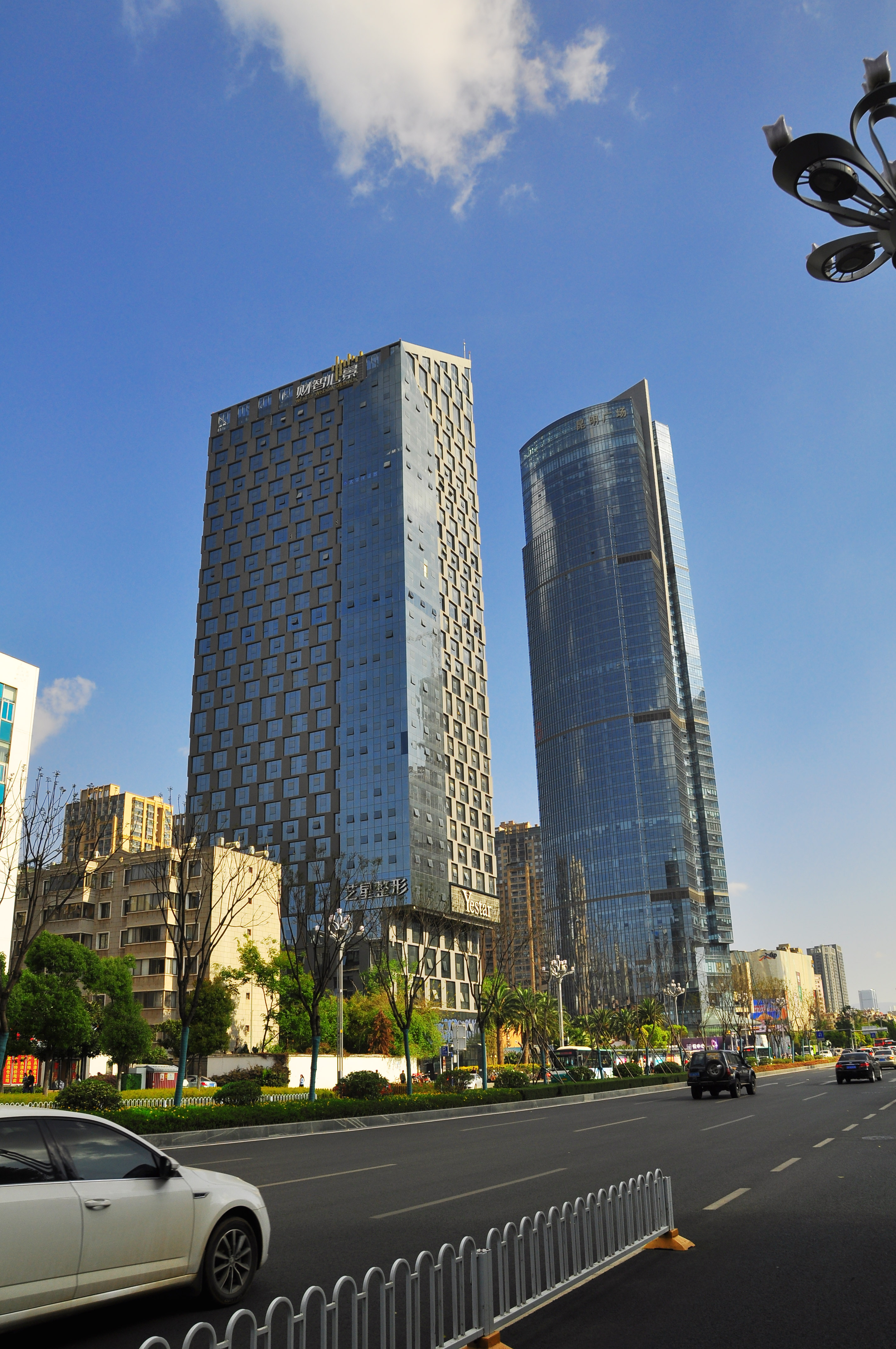
Офисные башни вдоль Бейцзин-роуд

В Куньмине базируются такие крупные компании, как Yunnan Copper (добыча сырья и выплавка меди), Yunnan Tin (добыча сырья и выплавка олова), Yunnan Yuntianhua (добыча фосфатов и производство удобрений), Sino-Platinum Metals (производство каталитических конвертеров и других изделий из драгметаллов), Yunnan Aluminium (добыча сырья и выплавка алюминия), Kunming Pharmaceutical Corporation, Yunnan Baiyao Group и Quanxin Pharmaceutical (производство лекарств и средств традиционной медицины), Yunnan Tire (производство автомобильных шин), Kunming Airlines, Lucky Air и Ruili Airlines (авиаперевозки).

### Зонирование
- Kunming High-Tech Industrial Development Zone
  - Kunming Power Equipment Industrial Base
  - Kunming Modern Bio-medicine Industrial Park
  - Yunnan New Material Incubator
  - Yunnan Software Park
  - Yunnan University Science Park
- Kunming Economic and Technology Development Zone
- Songming Yanglin Industrial Development Zone
- Kunming Haikou Industrial Park
- Chenggong Industrial Park
- Anning Industrial Park
- Xundian Special Industrial Park
- Dongchuan Special Industrial Park

## Транспорт

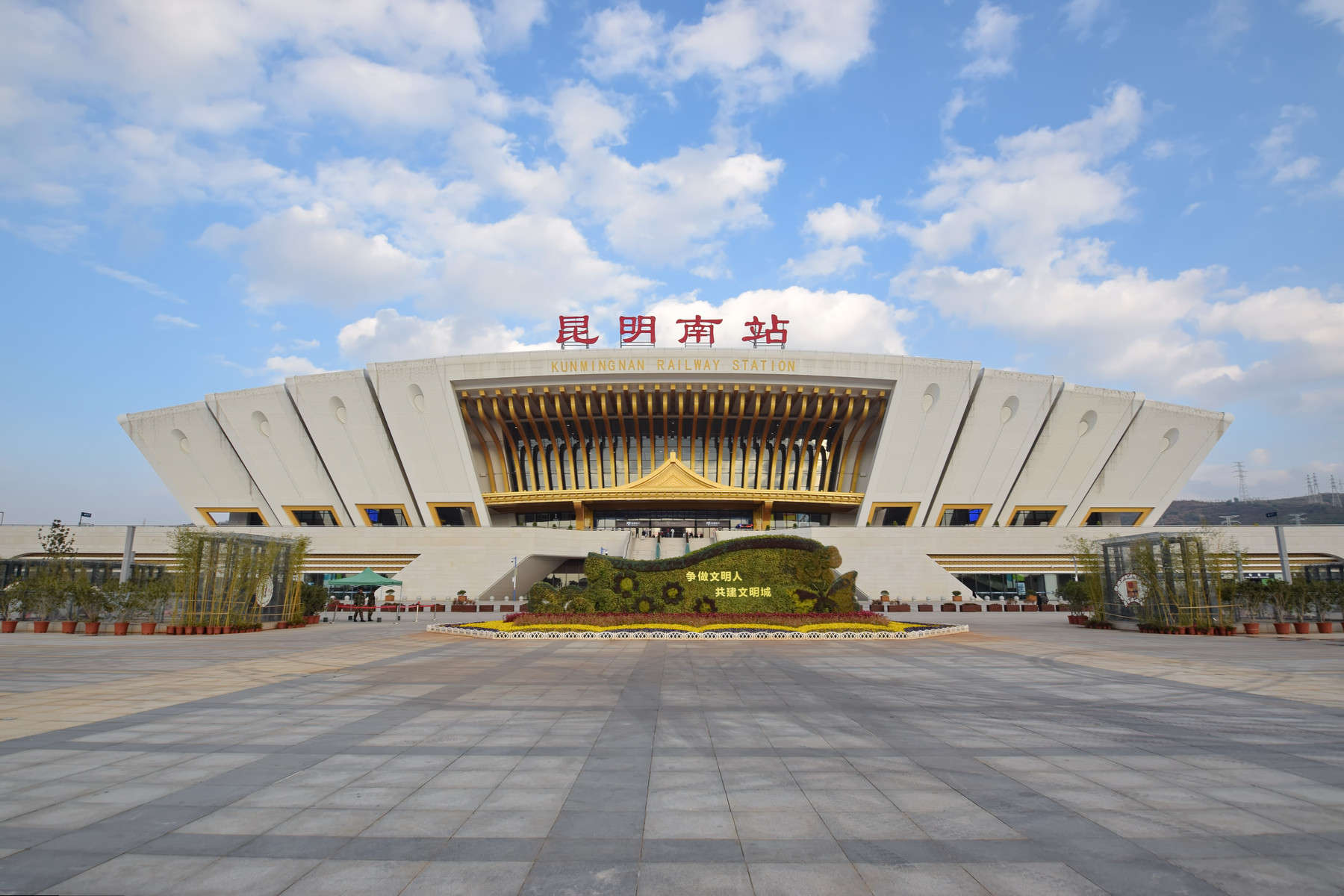
Южный железнодорожный вокзал

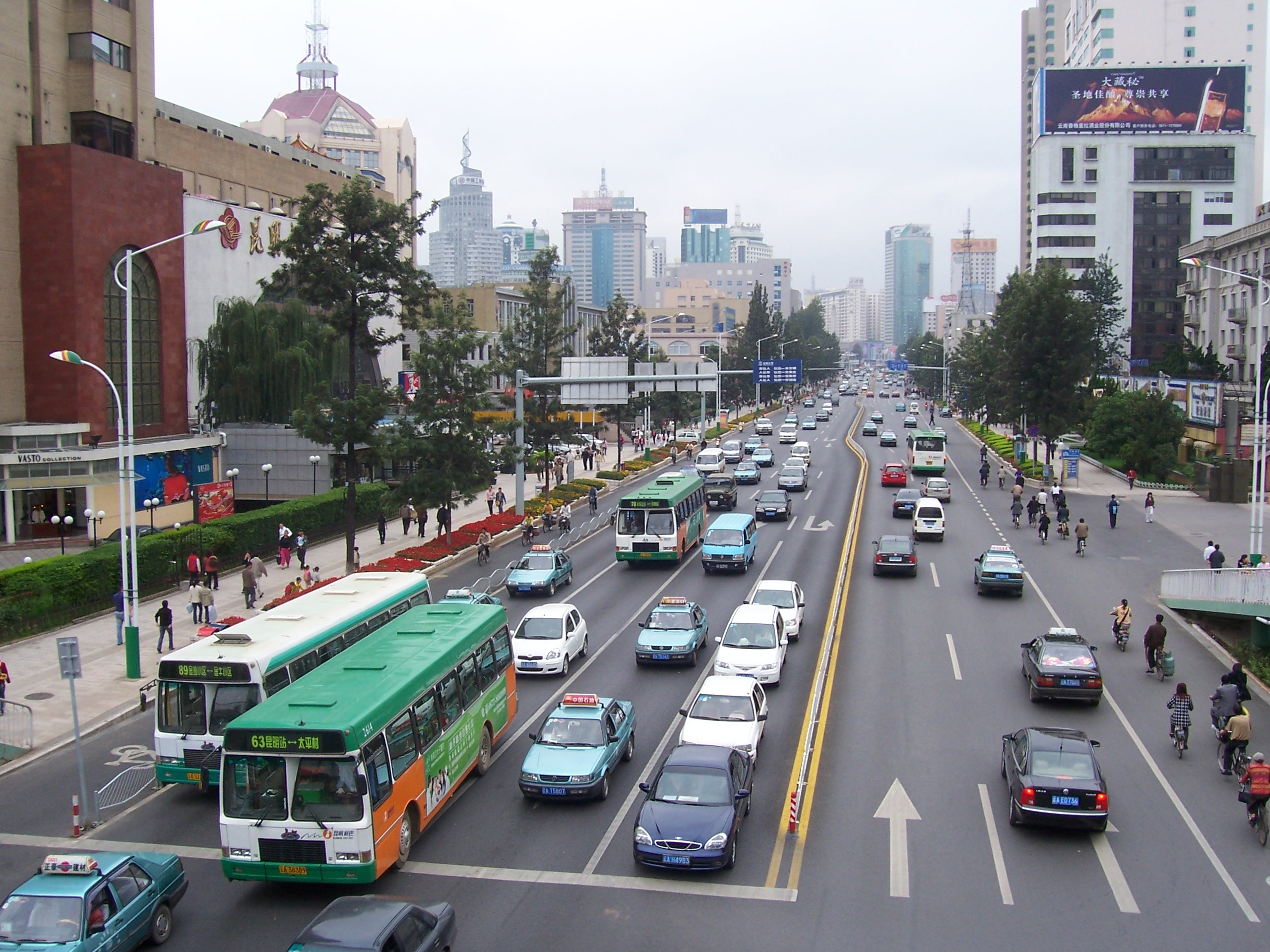
Дунфэн-роуд — одна из главных улиц города

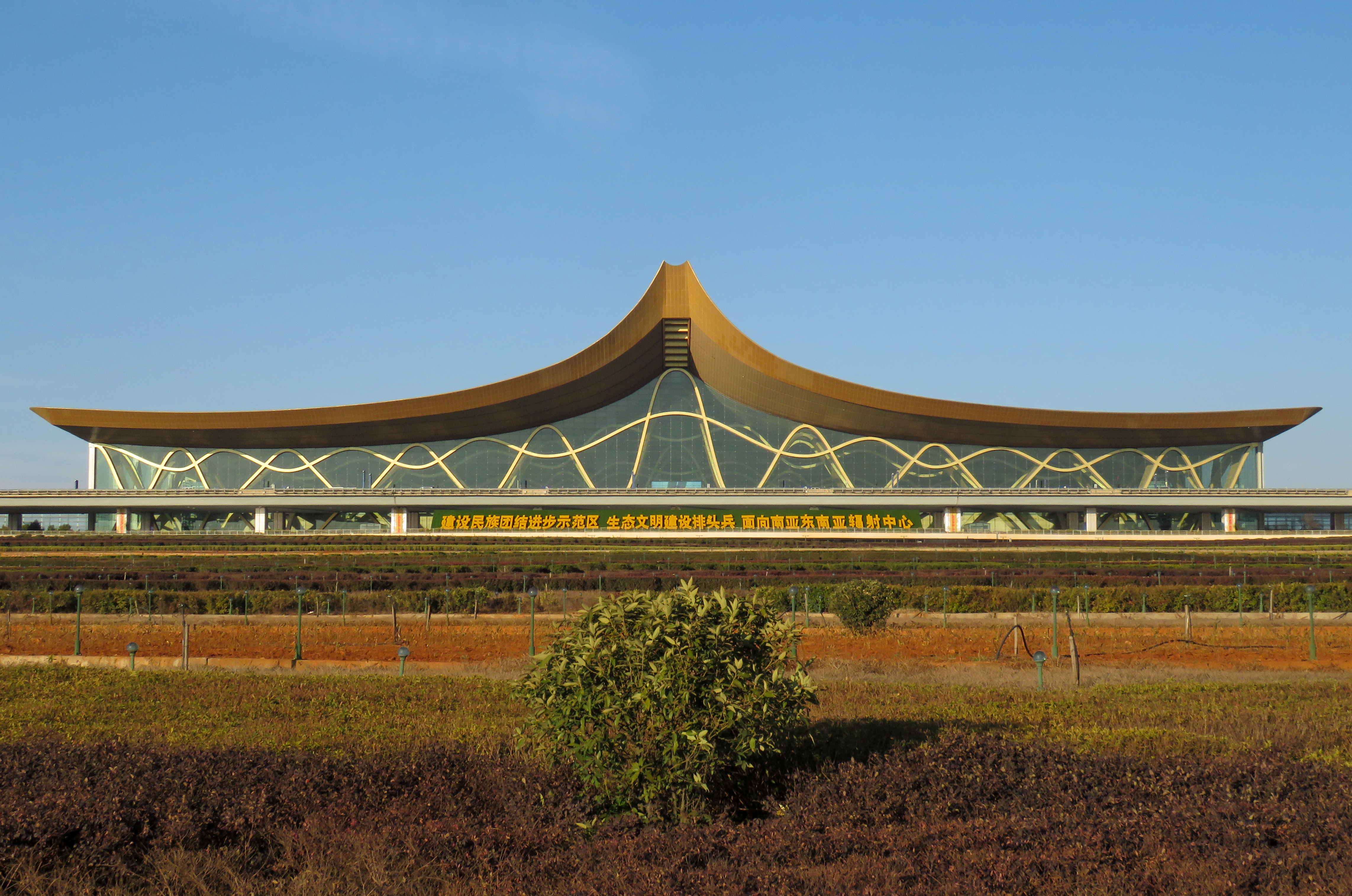
Аэропорт Чаншуй

### Авиационный
Куньминский международный аэропорт Чаншуй, сданный в эксплуатацию 28 июня 2012 года, расположен примерно в 22 км к востоку от города. Он рассчитан на трафик около 38 млн пассажиров к 2020 году и планировался как четвёртый самый загруженный аэропорт Китая. Выполняются местные рейсы в большинство крупных городов страны, а также действуют такие международные направления, как Янгон, Бангкок, Катманду, Дакка, Дубай, Сингапур, Пномпень, Калькутта, Сеул, Осака, Куала-Лумпур, Вьентьян, Ханой и др. В 2012 году аэропорт Чаншуй обслужил 24 млн пассажиров (7-е место среди китайских аэропортов).

### Железнодорожный
Куньмин является крупнейшим железнодорожным узлом провинции Юньнань. Основные ветки, отходящие от города, включают Куньмин — Чэнду (две линии), Куньмин — Шанхай и Куньмин — Нанкин, идущие в северном, северо-восточном и восточном направлениях.
Юньнань-вьетнамская железная дорога соединяет Куньмин с городом Лаокай на вьетнамской стороне границы и далее с Ханоем. На юге от Куньмина имеется также дорога до Юйси, в качестве продолжения от которой планируется строительство второй железной дороги во Вьетнам. В декабре 2021 года была введена в эксплуатацию 1035-километровая электрифицированная Китайско-Лаосская железная дорога, которая связала Куньмин с Вьентьяном. В феврале 2023 года по этой линии началось движение грузовых поездов по маршруту Китай — Лаос — Таиланд с конечной остановкой в Бангкоке.
Кроме того, через город проходит железная дорога из Гуандуна, продолжающаяся на запад до уезда Дали. Город обслуживают 2 крупных железнодорожных вокзала. Ведётся строительство высокоскоростных железных дорог, которые свяжут Куньмин со многими крупными городами Китая.

### Метрополитен
Строительство Куньминского метрополитена было начато в мае 2010 года. 28 июня 2012 года, вместе с новым аэропортом, была открыта первая надземная экспресс-линия до него от Восточного автовокзала длиной 18 км. Линии 1 и 2 планировалось открыть также в 2012 году, однако в связи с задержками это было отложено. В 2013 году была открыта линия 1 длиной 22 км с 12 станциями. Начато также строительство третьей линии, открытие которой планируется на 2016 год. Около 2020 года будет построена система из 4 линий и 108 км путей, а в перспективе длина линий метро составит 162 км.

### Автомобильный
Куньмин — крупный автодорожный узел, связанный автомагистралями как с крупными городами Китая, так и с соседними странами Юго-Восточной Азии.

## Наука и образование

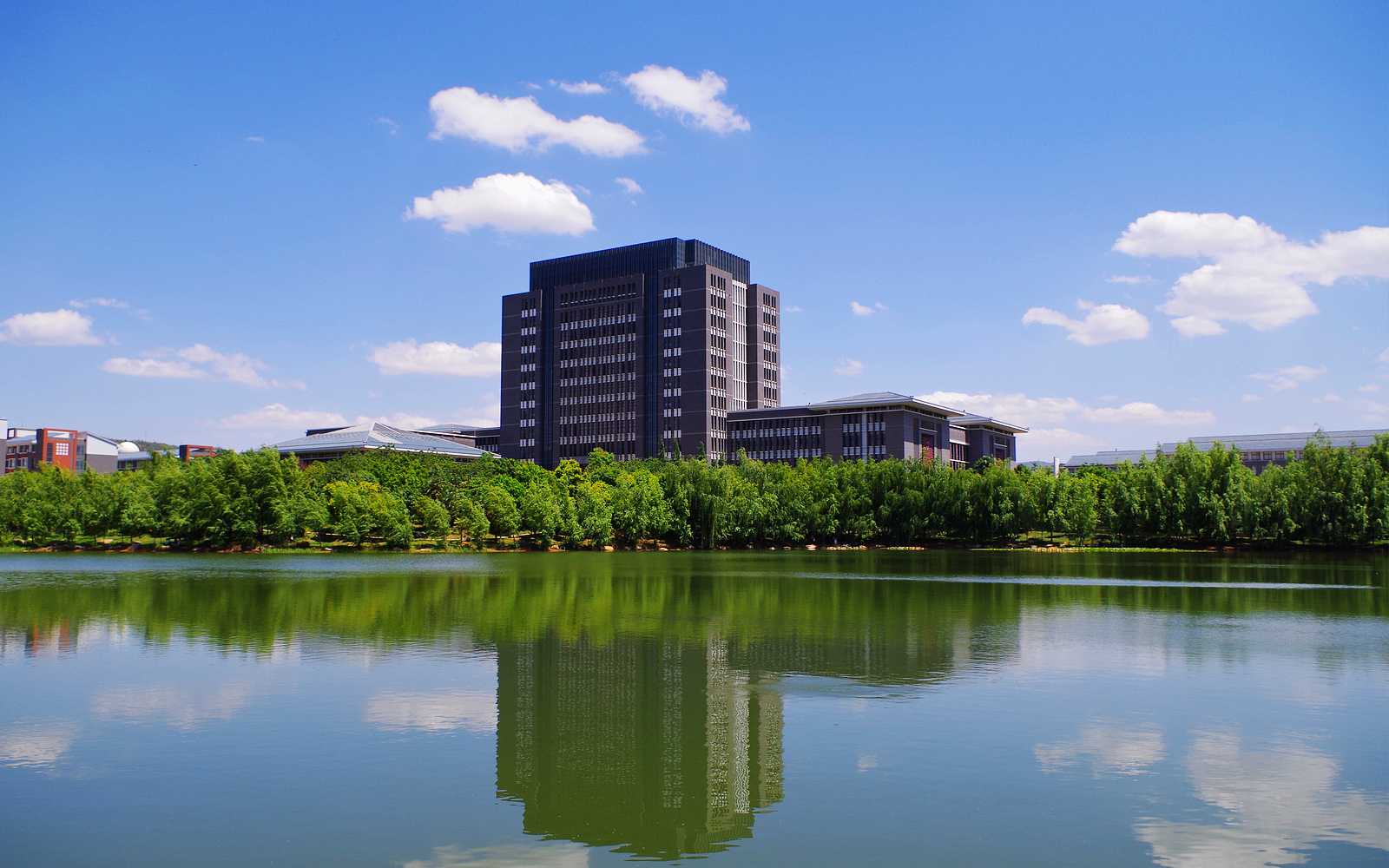
Юньнаньский педагогический университет

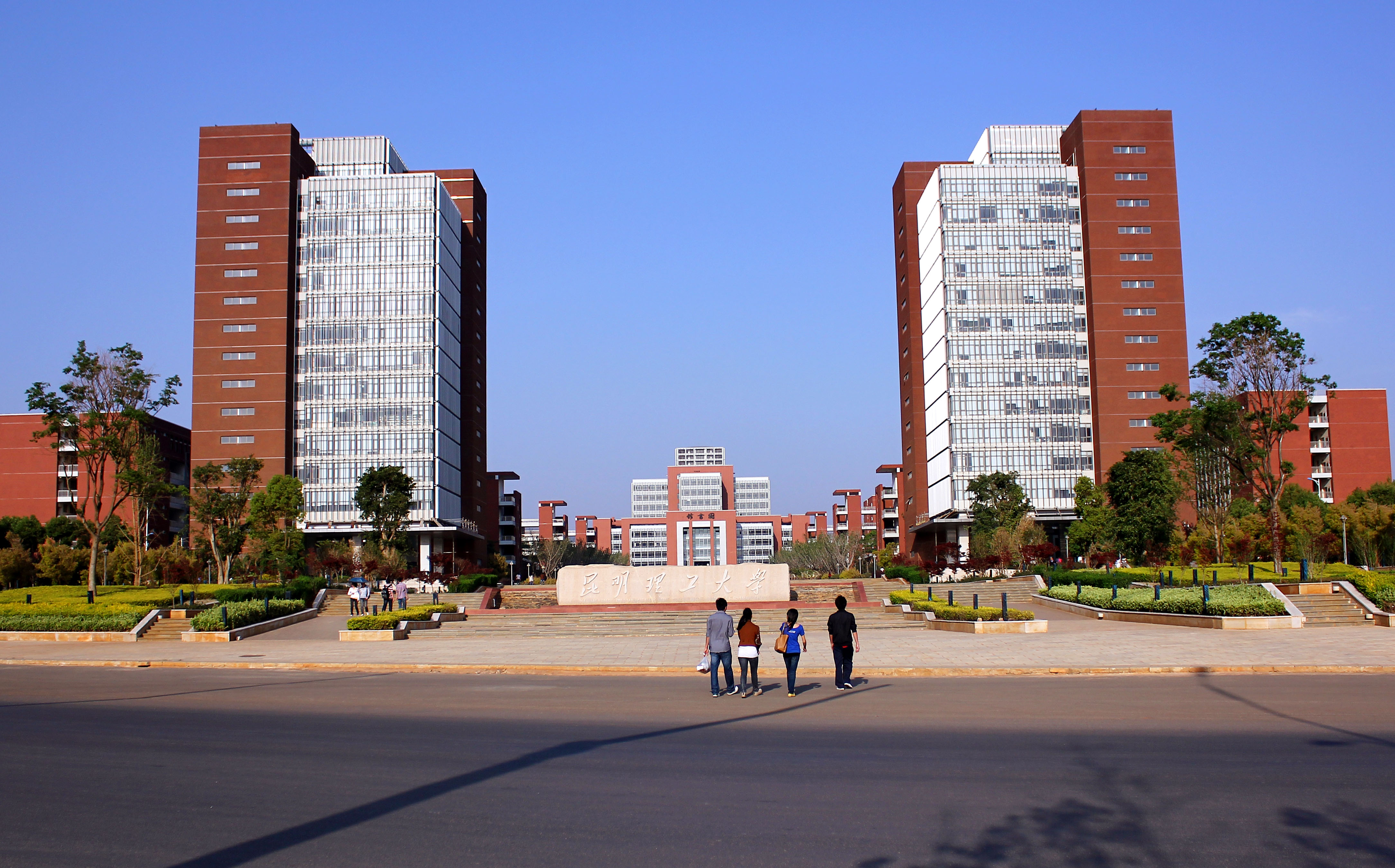
Куньминский университет науки и технологии

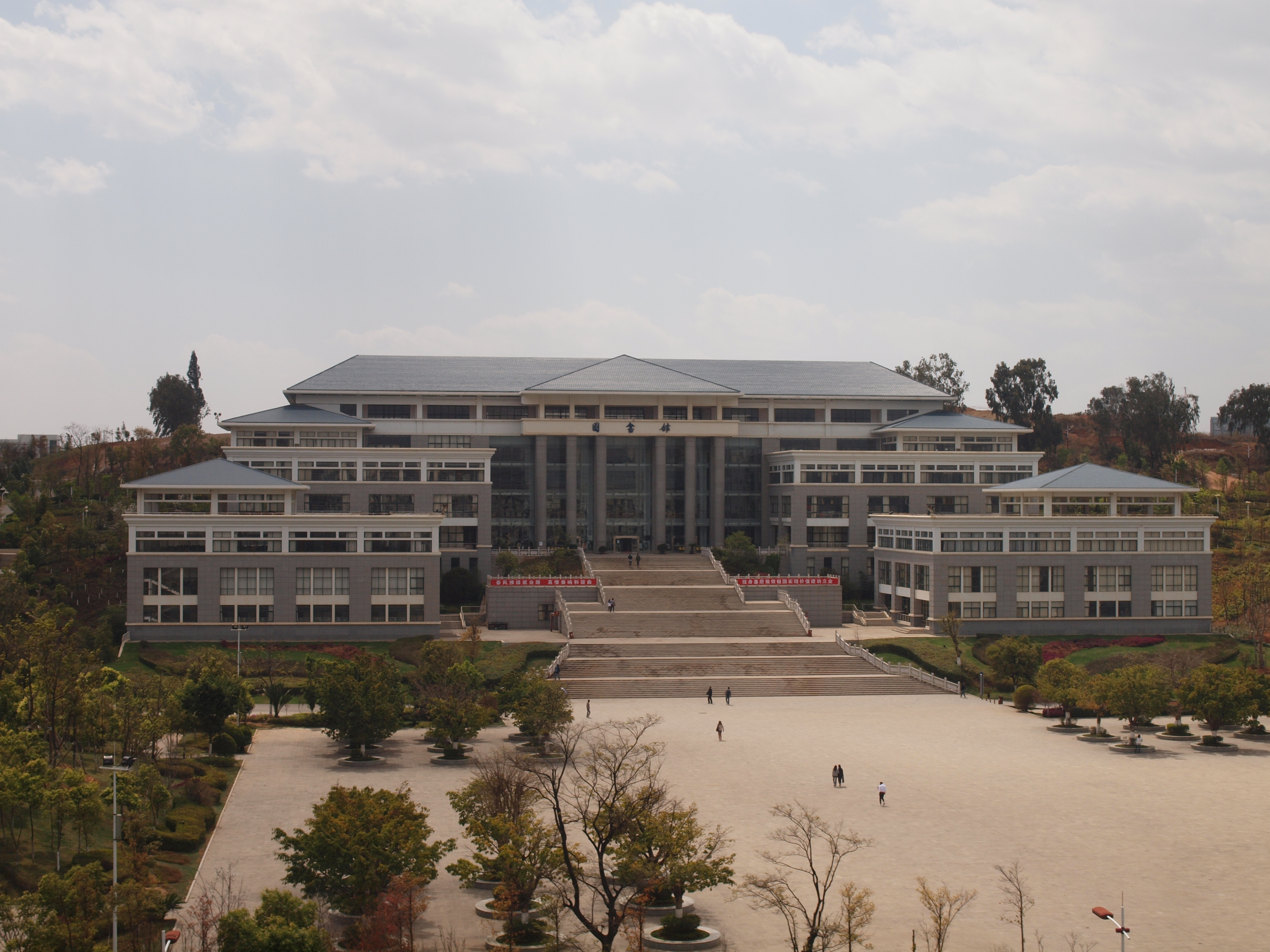
Библиотека Куньминского университета

Куньмин является важным научным и образовательным центром Юго-Западного Китая, в городе расположено несколько крупных университетов, институтов и корпоративных научно-исследовательских центров. Большое число образовательных учреждений сконцентрировано в университетском городке в районе Чэнгун.
- Юньнаньский университет.
- Куньминский университет.
- Куньминский медицинский университет.
- Юньнаньский университет традиционной китайской медицины.
- Куньминский университет науки и технологии.
- Юньнаньский педагогический университет:
  - Бизнес школа Юньнаньского педагогического университета;
  - Исследовательский институт солнечной энергетики Юньнаньского педагогического университета.
- Юньнаньский университет финансов и экономики.
- Юго-Западный лесотехнический университет.
- Юньнаньский сельскохозяйственный университет.
- Юньнаньский университет искусств.
- Лингвистическая академия Хуаян.
- Куньминский металлургический колледж.
- Куньминский исследовательский институт городского планирования и дизайна.
- Кампус Китайско-Европейской международной бизнес-школы.
- Библиотека провинции Юньнань.
- Банк гермоплазмы диких видов растений и животных Юго-Западного Китая[21].

В Куньмине базируется отделение Китайской академии наук, в состав которого входит несколько исследовательских институтов:
- Куньминский ботанический институт;
- Куньминский зоологический институт;
- Куньминский исследовательский центр приматов;
- Куньминский институт медицинской биологии.

## Достопримечательности

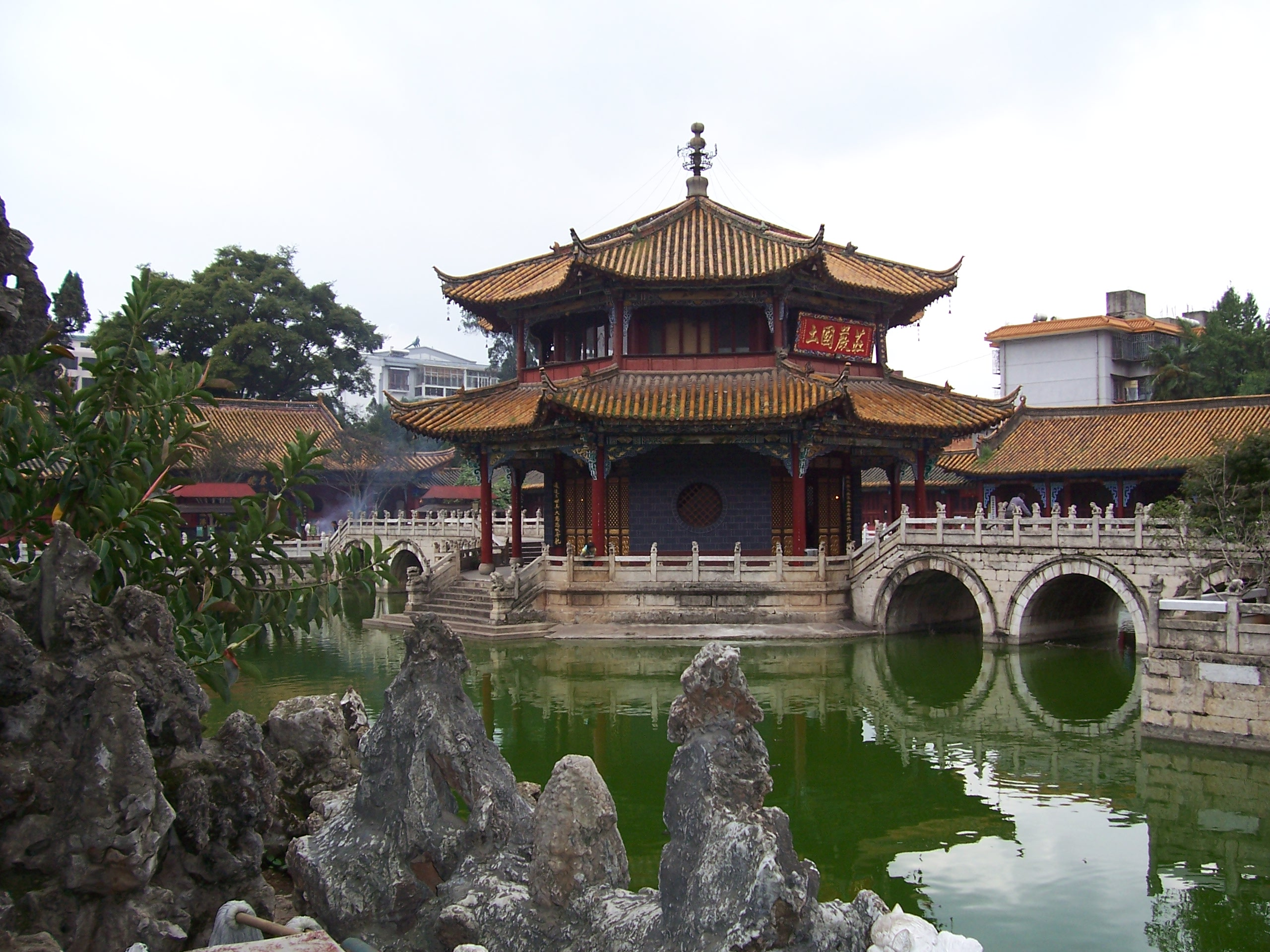
Юаньтунсы
Храм Юаньтунсы является одним из главных буддистских центров Юньнаня.
Бамбуковый храм
Построен в 639 году и перестроен с 1422 по 1428 года, содержит галерею из 500 архатов.
Танские пагоды
Западная пагода была построена между 824 и 859 годами во времена династии Тан. Восточная пагода была построена в то же время, но была разрушена землетрясением в 1833 году и восстановлена в 1882 году.

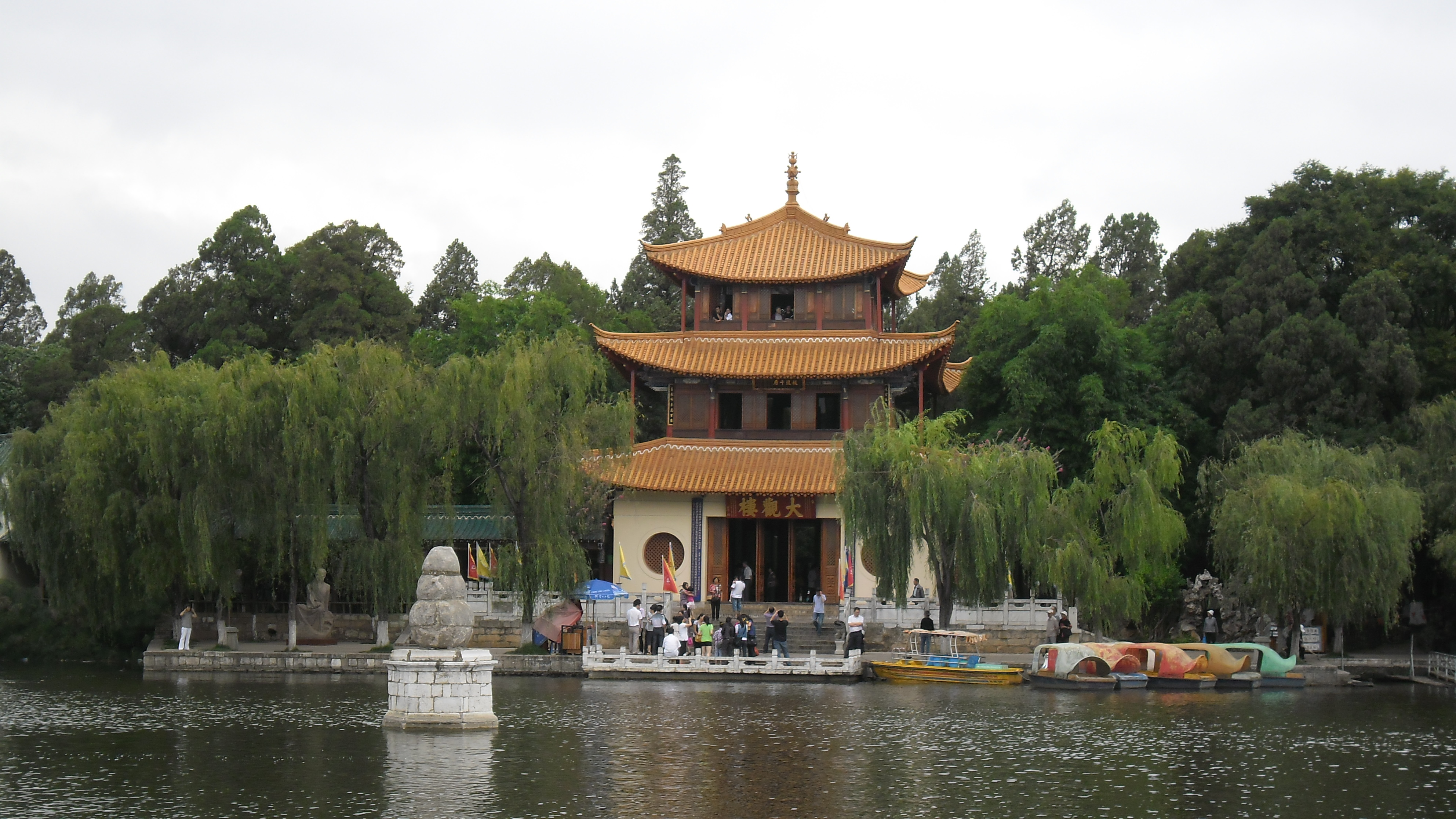
Парк Дагуань
Был основан императором Канси в XVII веке.

## Города-побратимы
- Шавен, Марокко (1985)
- Денвер, США (1986)
- Нью-Плимут, Новая Зеландия (2003)
- Уогга-Уогга, Австралия (1988)
- Цюрих, Швейцария (1982)
- Фудзисава, Япония (1981)
- Кочабамба, Боливия (1997)
- Чиангмай, Таиланд (1999)
- Мандалай, Мьянма (2001)
- Читтагонг, Бангладеш (2005)
- Ювяскюля, Финляндия (2008)
- Янгон, Мьянма (2008)
- Пномпень, Камбоджа (2008)